# Всеволод Александрович
Всеволод Александрович Холмский (ок. 1328 — 1364) — князь холмский с 1339, князь тверской 1346—1349. Сын Александра Михайловича Тверского. Родоначальник холмских князей.

## Биография
В 1339 году его отец Александр вместе с его старшим братом Федором были казнены в Орде по приказу хана Узбека. Власть перешла к его дяде Константину Михайловичу, который стал ссориться со вдовой Александра Анастасией и Всеволодом и принялся теснить Холмскую волость, силой захватывая бояр и княжеских слуг.
Всеволод не смог сносить этих притеснений и ушел в Москву к Семену Гордому. В том же году Константин и Всеволод поехали в Орду. Там в 1346 году Константин умер, а Всеволод выхлопотал у хана Джанибека («царя Чянибека») ярлык на великое княжение Тверское, несмотря на то, что у него оставался еще один дядя Василий Михайлович, князь Кашинский.
Узнав о смерти Константина, Василий также поспешил в Орду, чтобы наследовать брату. Зная, что с пустыми руками к хану ездить нельзя, он заехал в принадлежавшую Всеволоду Холмскую волость и взял с неё дань.
Всеволод, узнав о поступке дяди и о том, что он едет в Орду, двинулся оттуда к нему навстречу вместе с ханским послом, перехватил его в городе Бездеже и ограбил. Василий, уже не имея средств для подкупа ордынских чиновников, вынужден был вернуться в свою отчину — Кашин. 
Всеволод укрепился в Твери, но вражда между ним и дядей не закончилась. «Была между ними ссора, — говорит летописец, — а людям тверским тягость, и многие люди тверские от такого нестроения разошлись; вражда была сильная между князьями, чуть-чуть не дошло до кровопролития». Всеволода Александровича поддерживал Великий князь Владимирский Семен Гордый, женившийся в 1347 году на его сестре Марии.
В 1349 году тверской епископ Феодор убедил Всеволода помириться с дядей. По достигнутой договоренности наследование устанавливалось по праву старшинства в роду, то есть вновь подтверждало архаичное лествичное право. Василий Михайлович Кашинский становился тверским князем, а Всеволод возвращался на княжение в Холм. Оба князя скрепили договоренность крестным целованием, поклявшись жить в совете и единстве. Когда о примирении стало известно, многие люди стали переезжать в тверские волости, народонаселение умножилось, и все тверичи сильно радовались. 

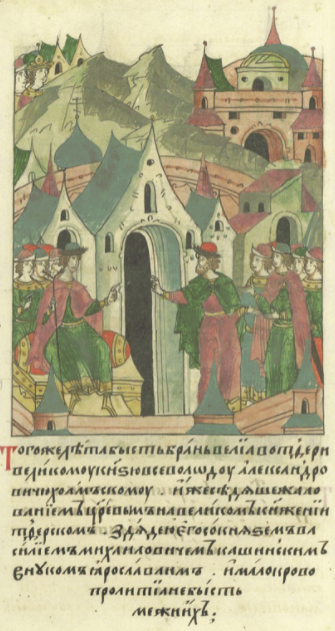
Вражда Всеволода Холмского и Василия Кашинского

Однако как только Василий получил ярлык на княжение из Орды, он вспомнил племяннику старые обиды, вспомнил, как тот ограбил его в Бездеже, и, подобно своему покойному брату Константину, начал притеснять холмских бояр и слуг. Великий князь Семен, который был зятем Всеволода и сватом Василия, пытался их помирить — но безуспешно. Не мог этого сделать вторично и епископ Феодор, который даже хотел оставить епархию, чтобы не видеть несправедливости, которые совершал Василий по отношению к племяннику.
В 1357 году митрополит Алексий прибыл во Владимир, и туда же приехал Всеволод, с тем чтобы пожаловаться ему на своего дядю. Чтобы прекратить распрю двух князей, Алексий вызвал во Владимир и Василия Михайловича. Тот, заключив договор с великим князем Иваном Красным, прибыл судиться с племянником перед митрополитом вместе с тверским епископом Феодором. Между дядей и племянником было много споров, но договориться в итоге они не смогли. И великий князь Иван, и митрополит Алексий, по-видимому, держали сторону Василия Михайловича.
Тогда Всеволод решил жаловаться на Василия хану. Оба соперника отправились в Орду, чтобы окончательно определить, кто из них получит тверское княжество. Всеволод хотел проехать туда через Переяславль, но наместники великого князя Ивана его не пропустили, и он вынужден был добираться через Литву.
В 1358 году хан Бердибек без всякого разбирательства принял сторону Василия Михайловича и выдал Всеволода его послам. Дядя начал обходиться с племянником как с невольником, и было Всеволоду, по словам летописца, «томление большое». Василий также отбирал имения у холмских бояр и стал налагать на простых людей тяжкие дани.

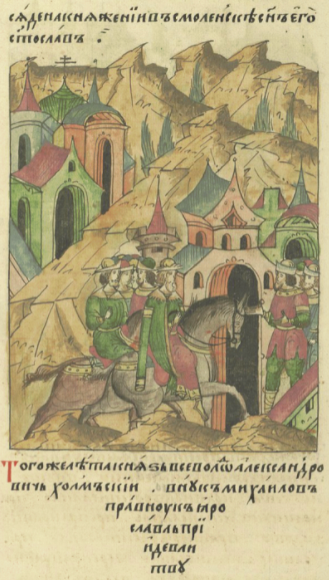
Всеволод Холмский идёт в Литву

Но у Всеволода все же был один могущественный союзник — литовский князь Ольгерд, женатый на его сестре. Всеволоду удалось бежать к нему. Он возвратился обратно в 1360 году вместе с митрополитом Литовским и Волынским Романом, который убедил Василия вернуть Всеволоду и его братьям третью часть Тверского княжества. Вероятно, сделано это было не без нажима со стороны Ольгерда.
Женой Всеволода была умершая незадолго до мужа Софья, предположительно — дочь рязанского князя Ивана Ивановича Коротопола.
Умер Всеволод с женой в 1364 году от чумы во время эпидемии.

## Дети
- Юрий Всеволодович (1360 — после 10 октября 1410)
- Иоанн Всеволодович Холмский (после 1360—1402)